# John Rose Minnesota Oval
Guidant John Rose Minnesota Oval är en konstfrusen utomhus-landisbana, den största på västra halvklotet, i orten Roseville i delstaten Minnesota i USA. Byggnationen pågick mellan juni och december 1993. I början hette anläggningen enbart John Rose Minnesota Oval. Anläggningen används bland annat för bandy, hastighetsåkning på skridskor och ishockey. Banan namngavs efter John Rose, lärare och ledamot av Minnesotas representanthus.
På John Rose Minnesota Oval spelades världsmästerskapet i bandy för herrar 1995, för damer 2006 och 2016.
I juni 2005 betalde företaget Guidant Foundation 500 000 dollar för reparationer och anläggningens officiella namn ändrades till Guidant John Rose Minnesota Oval.

### Fotnoter
1. ↑  Greg Breining (28 februari 2020). ”Minnesotan found broader lessons from yearslong devotion to forgotten sport” (på engelska). Star Tribune. https://www.startribune.com/minnesotan-found-broader-lessons-from-yearslong-devotion-to-forgotten-sport-of-bandy/568250852/. Läst 21 augusti 2021.
2. ↑  ”Skate the Oval”. http://www.skatetheoval.com. Läst 29 oktober 2007.